# Новобельское
Новобе́льское (баш. Новобельский)  — деревня в Белорецком районе Республики Башкортостан России. Входит в состав Шигаевского сельсовета. 

## География

### Географическое положение
Находится на берегу реки Белой.
Расстояние до:
- районного центра (Белорецк): 30 км,
- центра сельсовета (Шигаево): 11 км,
- ближайшей ж.-д. станции (Белорецк): 12 км.

## История
До 17 декабря 2004 года относилась к Сосновскому сельсовету. 

## Население
| 2002 | 2009 | 2010 |
| ---- | ---- | ---- |
| 152  | ↗161 | ↘136 |

Согласно переписи 2002 года, преобладающие национальности: русские (51 %), башкиры (42 %).